# سكانديانو
سكانديانو (Scandiano) مدينة إيطالية في إقليم إميليا رومانيا يقطنها 23.934 ساكن، وهي إحدى أهم المراكز الاقتصادية في مقاطعة ريدجو إميليا. المدينة مبنية على مواقع مأهولة منذ العصر الحجري الحديث.

## الجغرافيا

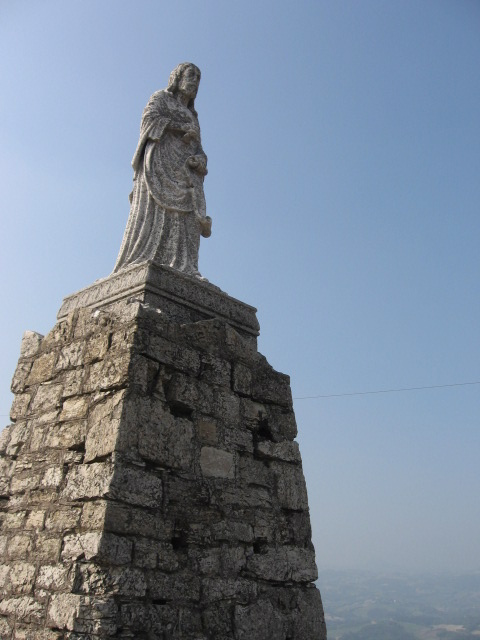
مونتي إفانجيلكو - سكانديانو

تقع مدينة سكانديانو على هامش الأبينيني الردجاني. ترتفع 50 متراً فوق مستوى البحر وبها قمة مونتي إفانجيلكو المرتفعة 423 متراً. يخترق أراضيها البلدية من الشمال الغربي إلى الجنوب الشرقي نهر تريزينارو، الرافد الأيسر لنهر سيكيا.

## التاريخ
تعود أقدم المكتشفات التاريخية التي وجدت بهذه الأراضي إلى العصر الحجري الحديث. أهمها تمثال فينوس كيوتسا، الموجود حالياً في متحف ريدجو إميليا.
أسس المستوطنة الحالية جيلبيرتو فولياني في عام 1262 ببناء القلعة والتي بنيت حولها بعض المساكن. عاش بعض المشاهير في سكانديانو : العالم أنطونيو فاليسنيري، والعالم القس لادزارو سبالإنساني، والشاعر ماتيو ماريا بوياردو.

## العمارة وأماكن الهامة
القلعة بالتأكيد هي أحد أهم الأماكن فنياً بأراضي سكانديانو، حصن بوياردو. هي أول خلية بنائية في البلد، وكانت لثمانية قرون رمزاً لسلطتها السياسية. 

يمتد المركب المعماري على مساحة 5000 متر مربع، وشهد عدة تطويرات على مر الزمن.
في الواقع، ولدت سنة 1315 كبناء دفاعي مع آل دا فولياني، وحولتها الأسرة بوياردو إلى إقامة أميرية (1423- 1560)، وأخيراً إلى قصر من عصر النهضة لمركيزات تييني (1565 - 1623) وأمراء إستي (1645- 1726). ينسجم بالمبني المعمار القروسطي (البرج الخلفي للمدخل الشمالي، وزخرفة الأقواس الصغيرة في الفناء) والنهضوي (رواق الفناء) والباروكي (السلالم الكبيرة، النوافذ الثنائية، عتبات الفناء، زخارف الشقة الإستية الجصية). 

جرى كل تاريخ سكانديانو وشعبها داخل القلعة. في غرفة بالطابق الأول من المبنى، وُلد الشاعر ماتيو ماريا بوياردو ؛ وفي أقبيتها أجرى العظيم لادزارو سبالإنساني تجاربه. أقام في القلعة الشاعر فرانشيسكو بتراركا والمصلح جان كالفن والبابا بولس الثالث. هنا في 10 أكتوبر سنة 1796 احتفت بالحرية وبنابليون وانضمت إلى الجمهورية الردجانية. 

أيضاً في داخل هذه القلعة، جرت في 11 مارس 1860 الموافقة العامة التي أقرت انضمام سكانديانو إلى مملكة سردينيا.

## شخصيات مرتبطة بسكانديانو
في سنة 1861 بلغ عدد السكان 7٬313 نسمة، وتطور العدد ليصل في سنة 2011 لـ 24٬792 نسمة.
يظهر هذا المخطط البياني تطور النمو السكاني لـ سكانديانو

وُلد في سكانديانو :

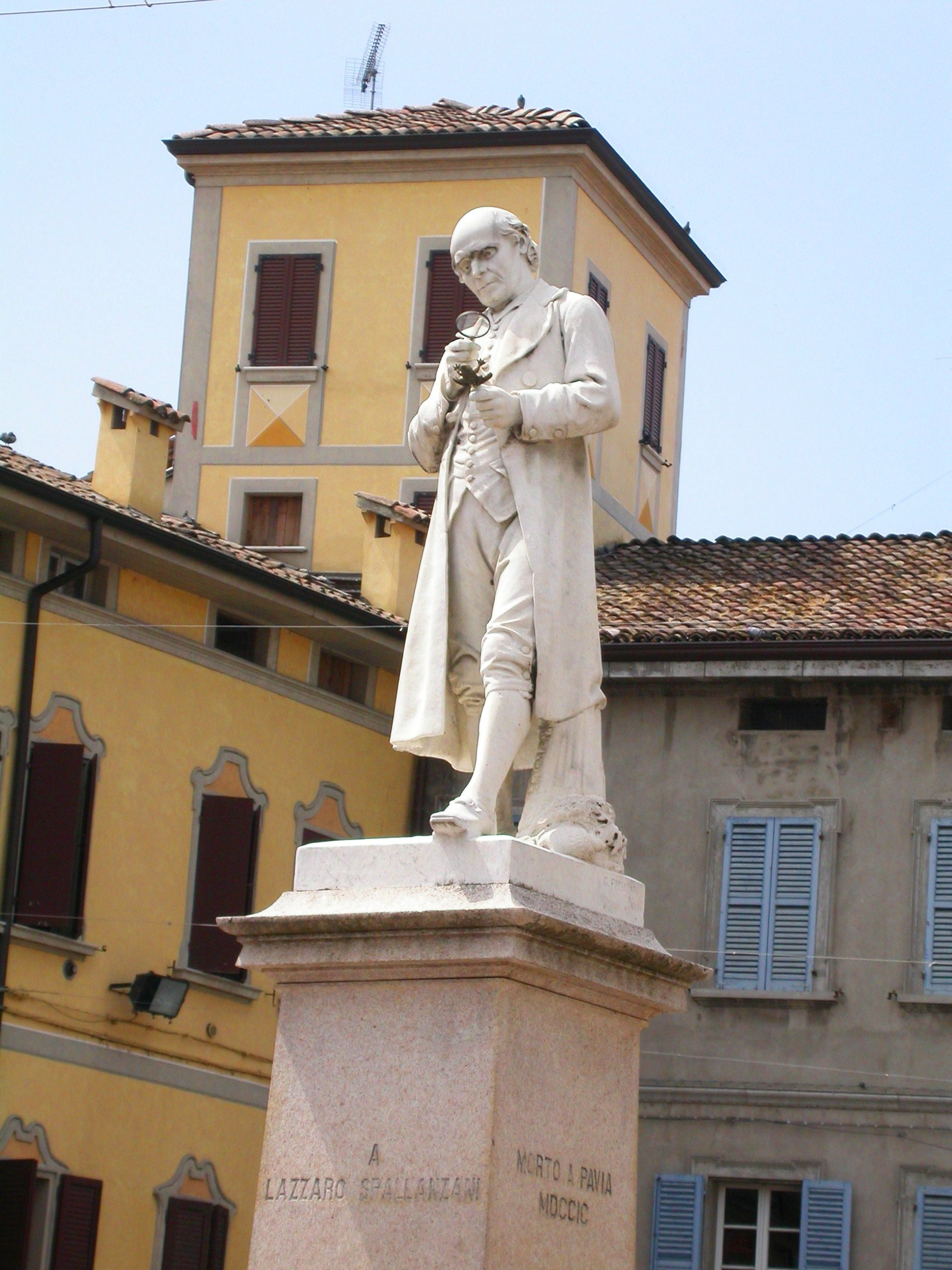
تمثال لادزارو سبالإنساني

- باسكوينو بورغي، كاهن والمناضل، متحصل على الميدالية اللبسالة العسكرية الذهبية
- ماتيو ماريا بوياردو، شاعر وأديب
- رومانو برودي، رئبيس الوزراء السابق، والرئيس المفوضية الأوروبية السابق
- لويجي غيري، مصور
- جيان غيدو فولوني، السياسي ووزير سابق.
- راديوستارس فرقة موسيقية
- لادزارو سبالإنساني، كاهن وعالم أحياء
- فيليام فيكي، لاعب سابق
- فيرمو كاميليني، دراج
- عائلة تييني

## التوأمة
- بلانسكو، تشيكيا, منذ 1964
- توبيز، بلجيكا, منذ 1975
- المنسى، إسبانيا, منذ 1989

## وصلات خارجية
- الموقع الإدارة البلدية الرسمي
- أحداث ومعلومات عن مدينة سكانديانو
- بوابة سكانديانو وضواحيها
- مدونة عن المدينة
- دراسات تاريخية فنية عن قلعة سكانديانو
- معلومات عن الطقس